# Bang Mun Nak (huyện)
Bang Mun Nak (tiếng Thái: บางมูลนาก) là một huyện (amphoe) ở phía nam của tỉnh Phichit, phía bắc Thái Lan.

## Tên gọi
Bang Mun Nak nghĩa là 'nơi có phân rái cá' vì ở Khlong Busabong (phía bắc chợ Bang Mun Nak) có rất nhiều phân của loài vật này gọi là Bang Khi Nak, sau mới đổi thành Bang Mun Nak.

## Địa lý
Các huyện giáp ranh (từ phía tây theo chiều kim đồng hồ) là Pho Thale, Taphan Hin, Thap Khlo, Dong Charoen của tỉnh Phichit, Nong Bua và Chum Saeng của tỉnh Nakhon Sawan.

## Hành chính
Huyện này được chia thành 10 phó huyện (tambon), các đơn vị này lại được chia ra thành 78 làng (muban). Bang Mun Nak là một thị xã (thesaban mueang) nằm trên toàn bộ tambon Bang Mun Nak. Có hai thị trấn (thesaban tambon) - Bang Phai và Wang Taku mỗi đơn vị nằm trên tambon cùng tên. Có 9 tổ chức hành chính tambon.
| STT | Tên          | Tên tiếng Thái | Số làng | Dân số |  |
| --- | ------------ | -------------- | ------- | ------ |  |
| 1.  | Bang Mun Nak | บางมูลนาก       | -       | 9.240  |  |
| 2.  | Bang Phai    | บางไผ่          | 12      | 7.677  |  |
| 3.  | Ho Krai      | หอไกร          | 9       | 6.283  |  |
| 4.  | Noen Makok   | เนินมะกอก       | 12      | 7.420  |  |
| 5.  | Wang Samrong | วังสำโรง        | 7       | 3.825  |  |
| 6.  | Phum         | ภูมิ             | 5       | 2.380  |  |
| 7.  | Wang Krot    | วังกรด          | 6       | 2.592  |  |
| 8.  | Huai Khen    | ห้วยเขน         | 5       | 1.729  |  |
| 9.  | Wang Taku    | วังตะกู          | 12      | 5.509  |  |
| 14. | Lam Prada    | ลำประดา        | 10      | 2.647  |  |

Các con số mất là tambon nay tạo thành huyện Dong Charoen.